# Red Dawn Foster
Red Dawn Foster is een Amerikaans politica van de Democratische Partij in South Dakota. Sinds 2019 vertegenwoordigt Foster het 27e district in de Senaat van South Dakota; ze werd herverkozen in 2020. In 2016 was ze vergeefs kandidaat voor het Huis van Afgevaardigden van South Dakota, hoewel ze de steun had van president Barack Obama. Haar district omvat Oglala Lakota, Bennett, Jackson, Haakon en het oosten van Pennington County. Het Pine Ridge Indian Reservation en Badlands National Park liggen in het district. Foster woont in Pine Ridge en is lid van de indianenvolken Oglala Sioux Tribe en Navajo.